# Montañas Mackenzie

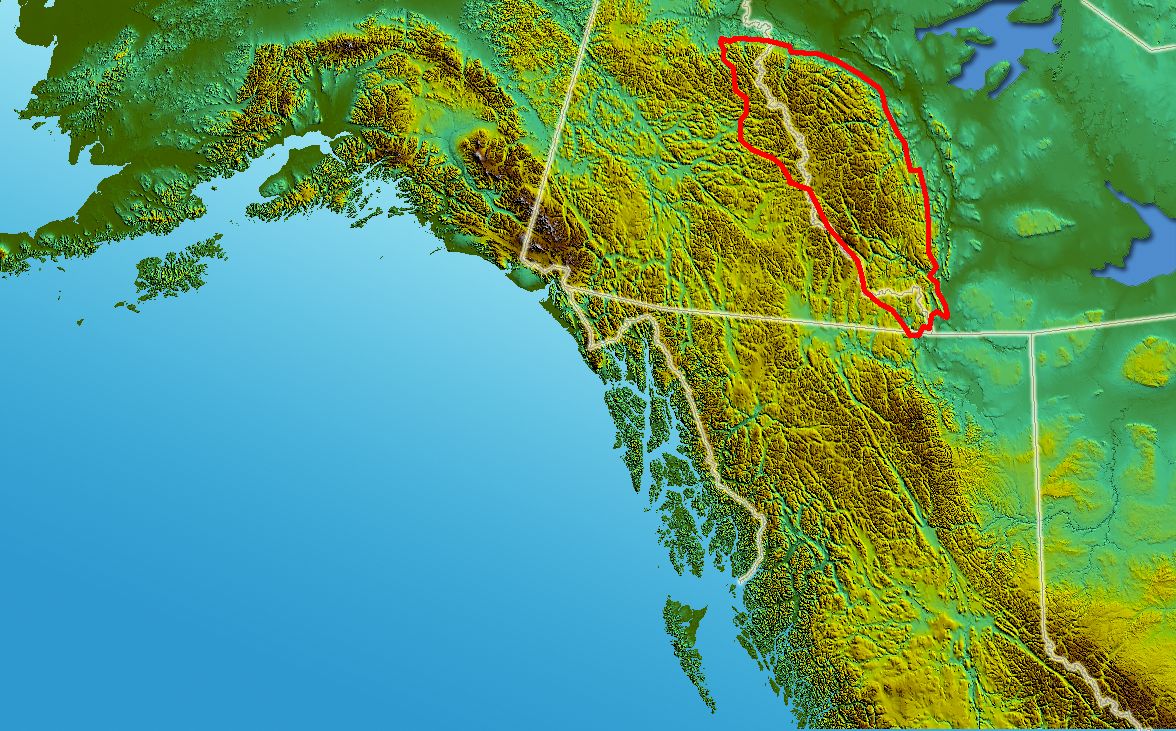
Mapa topográfico del Panhandle de Alaska con las montañas Mackenzie marcadas en rojo

Las montañas Mackenzie son una cordillera que forma parte del límite entre Yukón y los Territorios del Noroeste, entre los ríos Liard y Peel, en Canadá. La cordillera recibe su nombre en honor al segundo primer ministro de Canadá, Alexander Mackenzie. El parque nacional Nahanni y la reserva del parque nacional Nááts'ihch'oh se encuentran en las montañas Mackenzie.
La ciudad minera de Tungsten, sitio de la mina Cantung, se encuentra en las montañas Mackenzie. Sólo dos caminos conducen a las montañas Mackenzie, ambos en Yukón: el camino Nahanni Range que conduce a la ciudad de Tungsten y el camino Canol que conduce al paso Macmillan.
La montaña más alta de esta cordillera es el pico Keele, de 2952 m (9685 pies) de altura, en Yukón. La segunda montaña más alta es el monte Nirvana, que con sus 2773 m (9098 pies), la montaña más alta de los Territorios del Noroeste.
La familia de peces silúricos Archipelepididae ha sido descrita a partir de especímenes encontrados por primera vez en las montañas Mackenzie.